# Felben-Wellhausen
Felben-Wellhausen är en ort och kommun i distriktet Frauenfeld i kantonen Thurgau, Schweiz. Kommunen har 3 195 invånare (2023).
Orten Felben-Wellhausen består av två ortsdelar, Felben och Wellhausen, som vuxit samman.